# Тирнов Олег Федорович
Тирнов Олег Федорович (нар 29 вересня 1945) — український астроном, який спеціалізується на космічній радіофізиці, фізиці геокосмосу, статистичній радіофізиці, космічній погоді, впливі геліогеофізичних факторів на стан здоров'я людини.

## Життєпис
Олег Тирнов народився 3 квітня 1946 р. в м. Харкові. В 1964 р. закінчив середню школу № 36 м. Харкова з золотою медаллю.
У 1964 р. вступив на радіофізичний факультет Харківського державного університету, який закінчив у 1969 р.
З 1969 р. по 2021 рік працював на кафедрі космічної радіофізики, де займав посади інженера, старшого інженера, молодшого наукового співробітника, старшого наукового співробітника (1969—1980 рр.), старшого викладача, доцента (1980—1990 рр.).
В 1979 р. захистив кандидатську дисертацію, яка присвячена можливостям вимірювання інтегральних параметрів іоносфери із застосуванням наземних радіотехнічних систем. Присвоєння вчених звань: 1986 р. — доцент, 2004 р. — професор.
З 1990 р. — завідувач кафедри космічної радіофізики. З 1996 по 1999 роки — працював на посаді першого проректора з навчальної роботи університету. Певний період очолював первинну профспілкову організацію співробітників університету.
За його безпосередньої участі ведуться роботи в рамках угод з Центром атмосферних досліджень (м. Лоувел, США), з Массачусетського технологічного інституту (США), університетом електрозв'язку (Японія) та університетом Саскачевану (Канада). Учасник Національних державних космічних та антарктичних програм. Всебічне дослідження регіональної та глобальної структури іоносфери в спокійних та збурених умовах, створення емпіричної моделі глобального розподілу інтегрального електронного вмісту середньоширотної іоносфери та короткотермінового прогнозу її стану, виявлення особливостей відгуку стану здоров'я людини на зміни геліогеофізичних факторів.
Співголова комісії G Національного комітету України міжнародного радіосоюзу (URSI), член Європейського геофізичного союзу, член професійної міжнародної асоціації IEEE.

## Нагороди та відзнаки
- Державна премія України в галузі науки і техніки 1989 року
- Премія НАН України імені С. Я. Брауде
- Премія Державного комітету з вищої освіти СРСР «За кращу наукову роботу, яка виконана у вищих навчальних закладах країни»
- Нагрудний знак «За наукові досягнення» МОН України
- Нагрудний знак МОН України «Відмінник освіти»
- Заслужений викладач Харківського національного університету імені В. Н. Каразіна

## Основні публікації
1. Fedorenko Yu.P., Tyrnov O, F., Fedorenko V.N. Parameters of Traveling Ionospheric Disturbances Estimated Based on Sounding the Ionosphere by Low-Orbiting Beacons // Geomagnetizm and Aeronomy. — 2010. — V. 50, № 4. — Pp. 489—503.
2. Gokov A.M., Gritchin A.I., Tyrnov O.F. Experimental Study of the Response of the Midlatitude Ionospheric D Region to the Solar Eclipce of March 29, 2006. Geomagnetism and Aeronomy. 2008, Vol. 48, No. 2, pp. 232—239.
3. Taran, V. I., I. G. Zakharov, O. F. Tyrnov, and M. V. Lyashenko, Spatial and temporal distribution of the total electron content inferred from beacon-satellite observations and Kharkiv incoherent scatter radar data, Advances in Space Research, Vol. 39, No. 5, 803—807, 2007, 10.1016/j.asr.2007.01.063.
4. Manson, A.H., Meek, C.E., Martynenko, S.I., Rozumenko, V.T., Tyrnov, O.F. (2006) VLF Phase Perturbations Produced by the Variability in Large (V/m) Mesospheric Electric Fields in the 60 — 70 km Altitude Range. In Characterising the Ionosphere (pp. 8-1 — 8-24). Meeting Proceedings RTO-MP-IST-056, Paper 8. Neuilly-sur-Seine, France: RTO. Available from: http://www.rto.nato.int/abstracts.asp.
5. S. I. Martynenko, V. T. Rozumenko, O. F. Tyrnov, A. H. Manson, and C. E. Meek, Statistical parameters of nonisothermal lower ionospheric plasma in the electrically active mesosphere, Advances in Space Research, vol. 35, 1467—1471, 2005 (doi: 10.1016/j.asr.2005.03.041).
6. Meek, C. E., A. H. Manson, S. I. Martynenko, V. T. Rozumenko, and O. F. Tyrnov, Remote sensing of mesospheric electric fields using MF radars, J. Atmos. Solar-Terr. Phys., vol. 66, 881—890, 2004 (doi: 10.1016/j.jastp.2004.02.002, 2004).
7. Bogdanov Yu.A., Zakharov I.G., Tyrnov O.F., Hayakawa M., Electromagnetic Effects Associated with Regional Seismic Activity in Crimea and Japan over the July — August 2002 Interval, J. Atmospheric Electricity, 2003, vol. 23, no. 2, pp. 57 — 67.
8. Gokov, A. M., and O. F. Tyrnov, The midlatitude ionosphere D-region response to some events on the sun, Adv. Space Res., vol. 31, no. 4, pp. 1001—1006, 2003.
9. Gokov, A. M., and O. F. Tyrnov, Experimental investigations of the middle latitude ionospheric D-region reaction to geomagnetic sudden storm commencements, Journal of Atmospheric Electricity, vol. 23, no. 1, pp. 21 — 29, 2003.
10. Gokov, A. M., and O. F. Tyrnov, Some Features of Lower Ionosphere Dynamics Caused by the Morning Solar Terminator, Journal of Atmospheric Electricity, vol. 22, no. 1, pp. 13 — 21, 2002.
11. Martynenko, S. I., V. T. Rozumenko, and O. F. Tyrnov, New Possibilities for Mesospheric Electricity Diagnostics, Adv. Space Res., 27, 1127—1132, 2001.
12. Gokov, A. M., and O. F. Tyrnov, To a Question of Modeling HF and VHF Radio Waves Propagating IN the Middle Latitude Lower Ionosphere, Journal of Atmospheric Electricity, vol. 21, no 2, pp. 79 — 86, 2001.
13. Gokov, A. M., and O. F. Tyrnov, Experimental Investigations of Electron Density Variations in the Middle Latitude Ionospheric D-Region During Remote Strong Earthquakes, Telecommunications and Radio Engineering, vol. 55, no. 5, pp. 8 –15, 2001.
14. Hysell D.L., Kelley M.C., Yampolski Yu.M., Beley V.S., Koloskov A.V., Ponomarenko P.V., Tyrnov O.F. HF radar observations of decaying artificial field- aligned irregularities. Journal of Geophysical Research. 1996. 101. No A12. Pp. 26981-26993.
15. Zakharov I.G., Tyrnov O.F. Short-term critical frequency variations and their predictions in the midlatitude ionospheric F2 region. Phys. Chem. Earth (C) . 1999. Vol. 24. No. 4. Pp. 371—374.
16. Zakharov I. G., Tyrnov O.F. The effect of Solar activity on ill and healthy people under conditions of neurous and emotional stresses. Adv. Space Res. 2001. Vol. 28. No 4. Pp. 685—690.
17. Gokov, A. M., Tyrnov O. F. Experimental investigations of the middle latitude ionospheric D-region reaction to geomagnetic sudden storm commencements. Journal of Atmospheric Electricity. 2003. Vol. 23. No. 1. Pp. 21 — 29.